# ГЕС Дон-Педро
ГЕС Дон-Педро — гідроелектростанція у штаті Каліфорнія (Сполучені Штати Америки). Знаходячись між ГЕС Moccasin (вище по течії) та малою ГЕС La Grange (4,7 МВт), входить до складу каскаду на річці Туолемі, правій притоці Сан-Хоакін (впадає до затоки Сан-Франциско).
У 1923 році з метою розвитку іригації річку перекрили греблею Дон-Педро, яка утримувала водосховище з об'ємом 356 млн м3, а також живила невелику гідроелектростанцію потужністю 15 МВт. А в 1967—1971 роках її замінили новою, значно більшою земляною/кам'яно-накидною спорудою висотою 177 метрів, довжиною 579 метрів та товщиною від 12 (по гребеню) до 853 (по основі) метрів, яка потребувала 12,5 млн м3 матеріалу. В результаті утворилось витягнуте по долині Туолемі на 42 км водосховище з площею поверхні 52,4 км2 та об'ємом 2504 млн м3. При цьому корисний об'єм для потреб іригації становить 1703 млн м3, а ще 419 млн м3 зарезервовані для протиповеневих заходів.
Пригреблевий машинний зал первісно обладнали трьома турбінами типу Френсіс потужністю по 55 МВт, до яких у 1989-му додали ще одну з показником 38 МВт. В 2017-му гідроагрегати виробили 845 млн кВт-год електроенергії.